# John Hertzberg

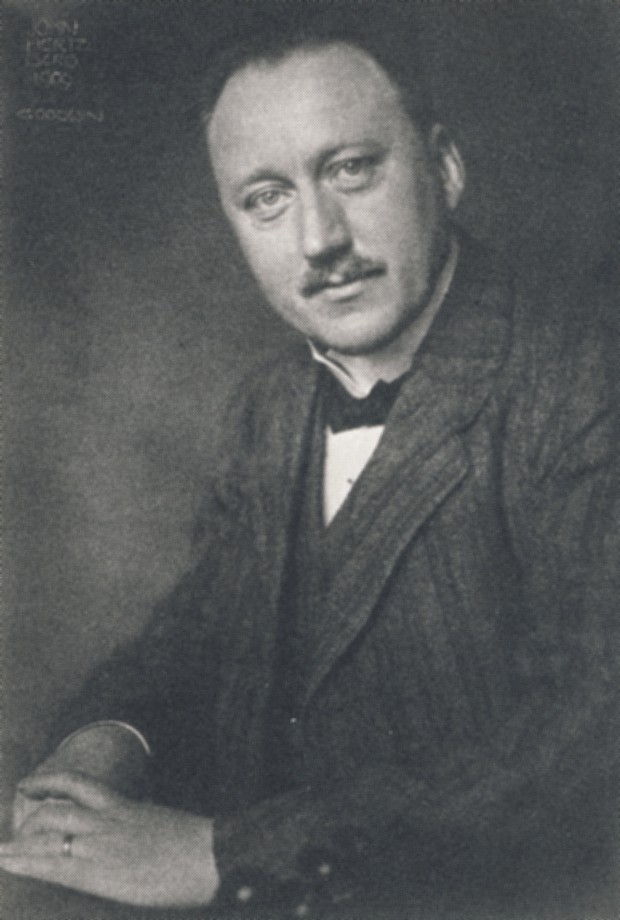
John Hertzberg fotograferad 1909 av kollegan Henry B. Goodwin.

John Konrad Hertzberg, född 22 december 1871 i Norrköping, död 15 maj 1935 i Danderyd, var en svensk fotograf och hovfotograf samt fysiker. Herzberg blev särskild uppmärksammad för att vara den som lyckades framkalla negativen från Andrées polarexpedition; bilderna hade legat nedfrusna i snön i över 30 år innan Hertzberg tog sig an dessa år 1930.
Efter studier i Wien (1896-1897), Paris (1897–1898) och vid KTH i Stockholm (1899–1902) samt därefter i Berlin etablerade han en fotoverksamhet vid Hamngatan i Stockholm, och blev 1909 hovfotograf.
1919 sålde han ateljén för att kunna ägna sig helt den lärarbefattning som han innehade vid KTH i Stockholm. 1921 blev han docent i fotografi där.

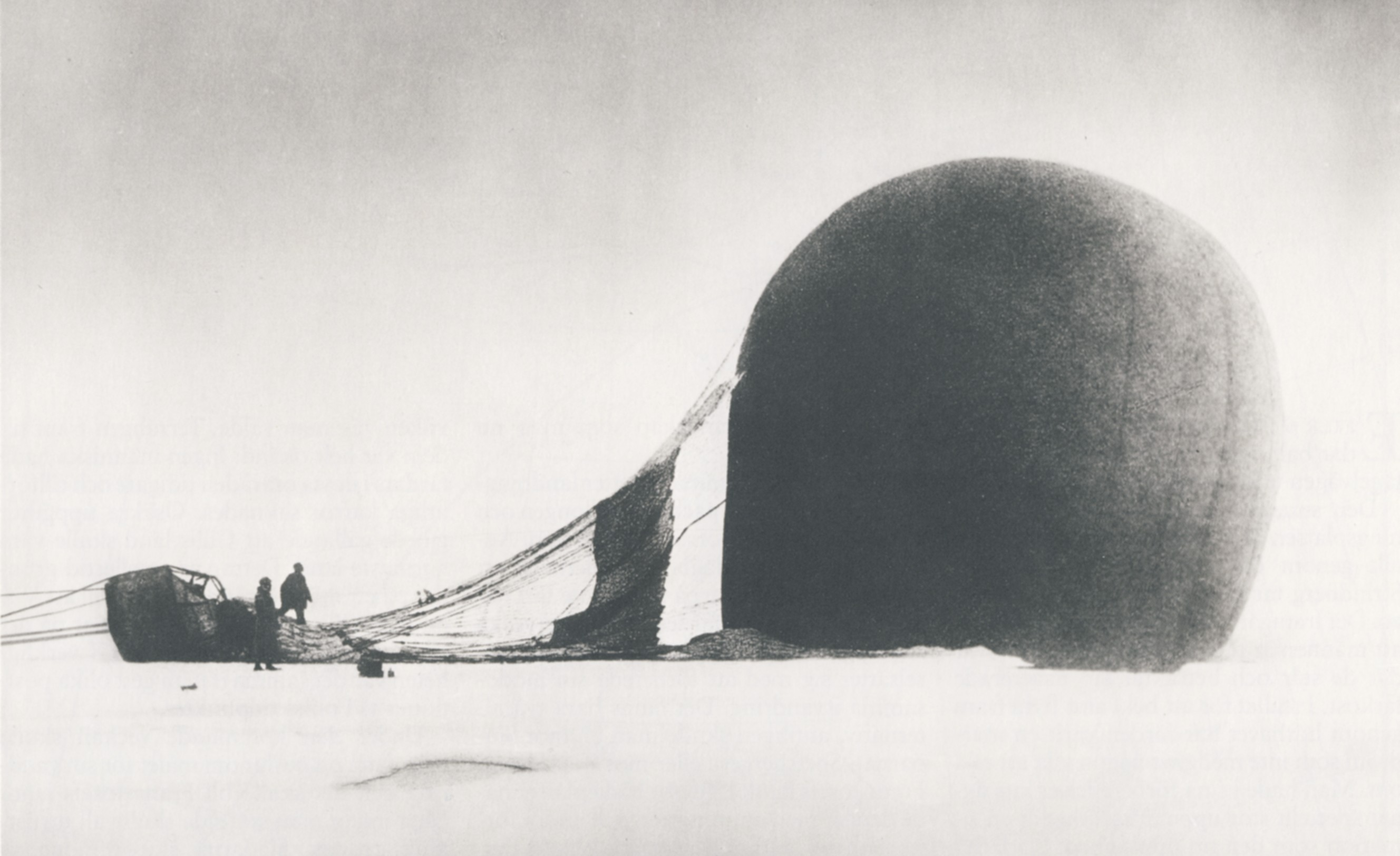
Andrée och Knut Frænkel med den kraschlandade ballongen. Fotografiet togs 1897 av expeditionens tredje medlem, Nils Strindberg. Negativfilmen för detta foto återfanns 1930 och framkallades av John Hertzberg.

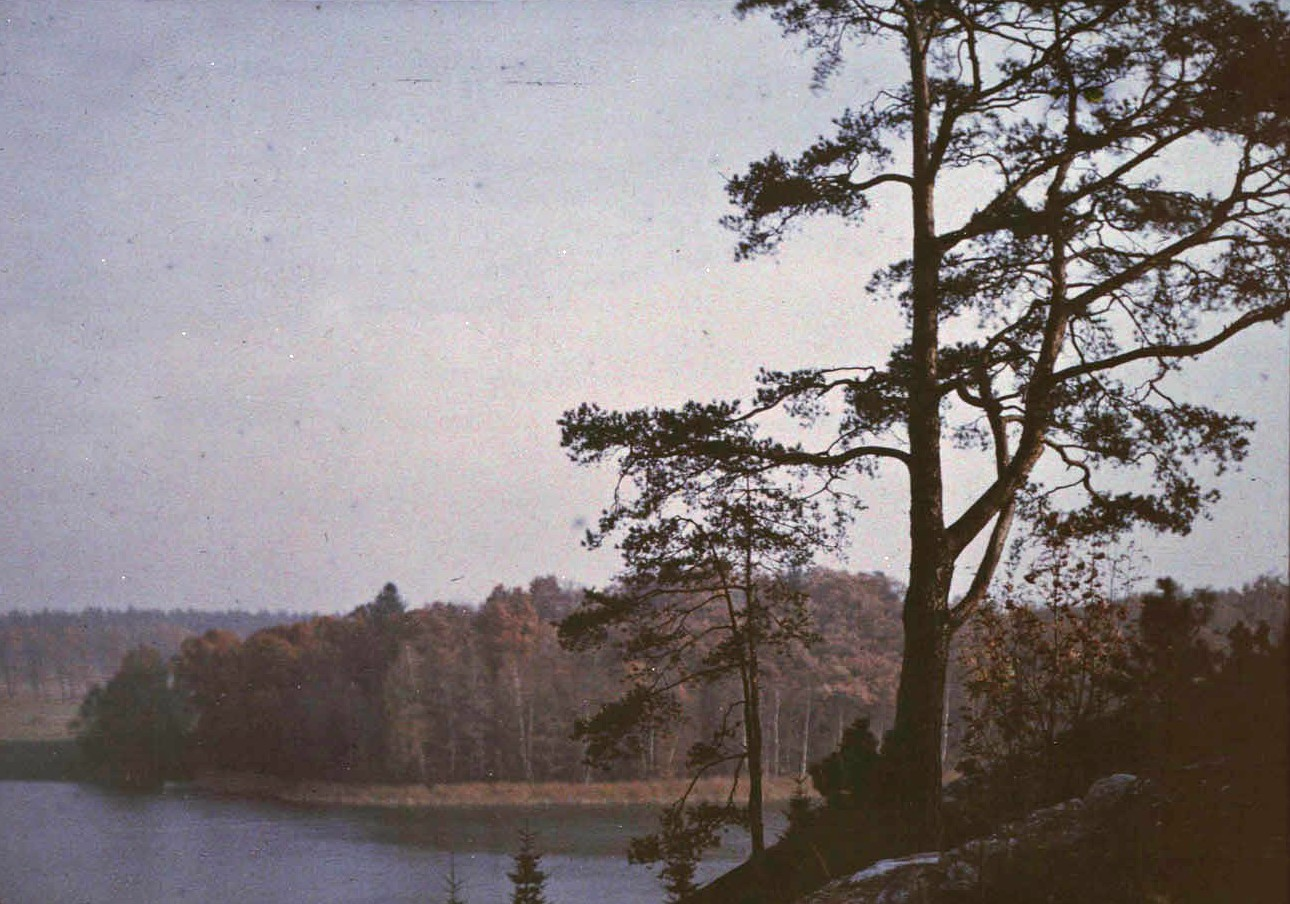
Tidig autochromebild visande "Aftonstämning vid Brunnsviken"

Hertzberg kom 1899 i styrelsen för Svenska Fotografers Förbund och blev 1911 redaktör för förbundets egen tidskrift Svenska Fotografen, han lämnade dock denna befattning efter en schism 1916. Åren 1919 till sin död 1935 var han ordförande i Fotografiska Föreningen.
Hertzberg var en av Sveriges främsta fotografer, men spelade också en viktig roll som lärare och som fototekniker. Han var även en av de första i landet som experimenterade med färgfotografin. Redan 1903 publicerade han i Fotografisk Tidskrift en färgbild som han hade framställt via tre separata negativ, ett för varje färg (rött, blått och grönt).  När Autochromeplåtarna kom på marknaden var Hertzberg den förste att prova metoden. 
Hans stora tekniska kunskap kom väl till pass när valet föll på honom att framkalla och kopiera Andréexpeditionens återfunna filmrullar som hade legat i 33 år i Vitöns is. Bland expeditionens rester fanns sju i kopparhylsor förvarade filmrullar, av vilka fyra var exponerade. Efter flera veckors mörkrumsarbete kunde han rädda 93 bilder och presentera resultatet. Han hade lyckats över förväntan och expeditionens bilder blev ett enastående tidsdokument över den tragiska utgången.  Bilderna släpptes fria för publicering den 25 november 1930. Dagens Nyheter hade dem redan dagen innan på sin första sida.
Sorgligt nog misshandlades senare de unika negativen under lång och vårdslös förvaring på KTH. Detta är bilder som är världsunika, både genom sin unika dokumentation men också för John Hertzbergs insatser vid räddningen. Bilderna är internationellt kända (bland annat inspirerade Hertzbergs räddning av negativen Jochen Hemmleb som 1999 sökte och fann George Mallory på Everest. Tyvärr återfanns inte Mallorys Kodak vars innehåll Hemmleb annars hade gott hopp om att kunna rädda för eventuella bevis att Mallory och Irving hade nått toppen redan 1924). Strindbergs bilder innehåller troligen information som Hertzberg 1930 inte kunde utvinna, men som moderna scanningtekninker hade kunnat ge oss idag – om Kungliga Tekniska Högskolan hade ordnat bättre förvaring. Hertzberg finns representerad vid Moderna museet i Stockholm.

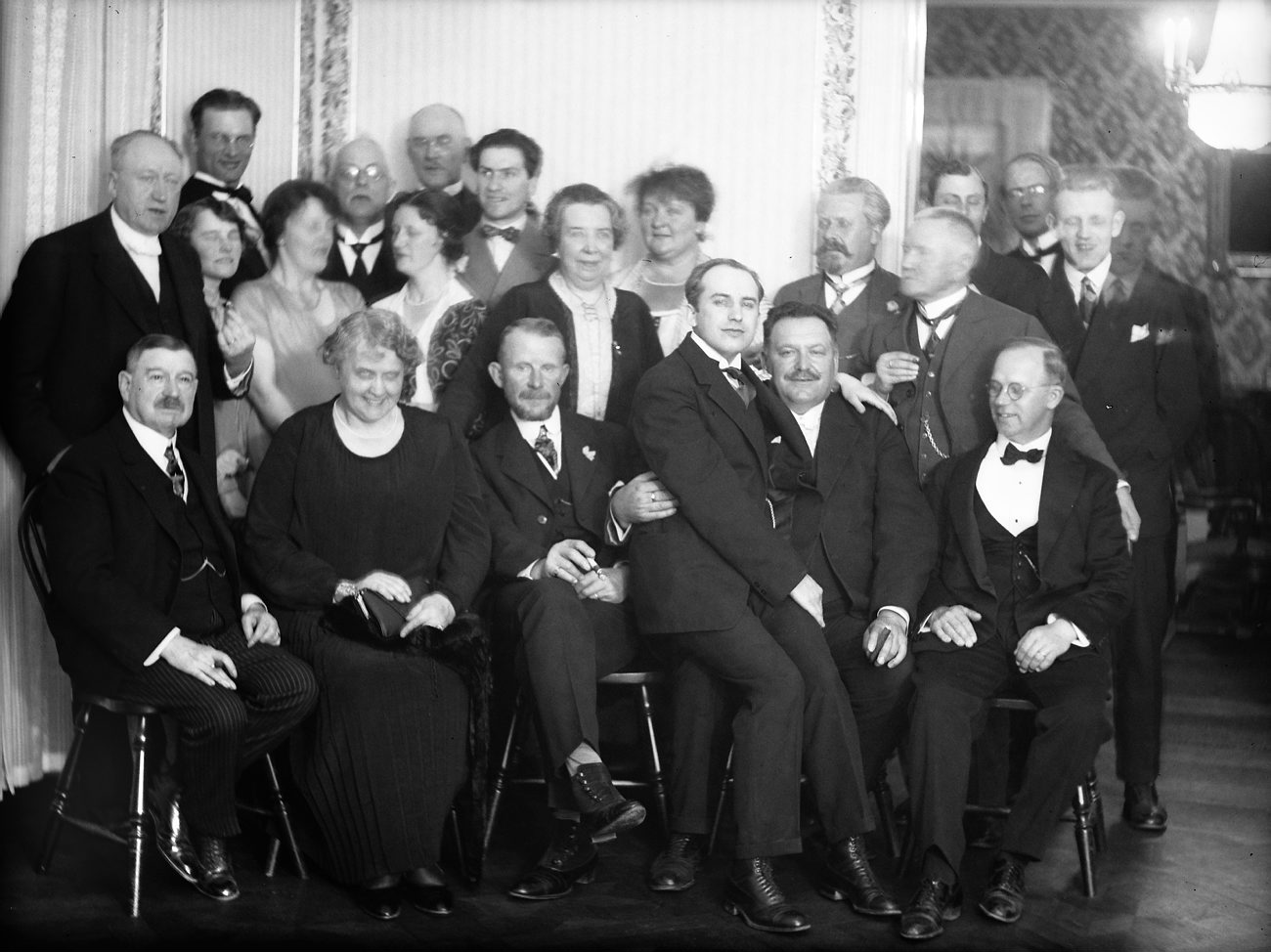
Grupporträtt, Fotografiska Föreningen, 1928. John Hertzberg stående i mitten längst till vänster.